# Кочер Біркар
Кочер Біркар (липень 1978 , Меріван, Курдистан )(курд. كۆچه‌ر بیركار/ Koçer Bîrkar, перс. کوچر بیرکار) —  британський та іранський математик, професор Кембриджського університету. Фахівець з біраціональної геометрії.

## Нагороди та визнання
- 2010: Philip Leverhulme Prize[en][4];
- 2010: премія від Fondation sciences mathématiques de Paris[fr][5];
- 2016: AMS Moore Prize[6];
- 2018: Медаль Філдса[7];
- 2018: Премія Вайтгеда;
- 2019: почесний доктор Університету Салладіна[en]:
- 2019: член Лондонського Королівського Товариства

## Доробок
- Birational Geometry [Архівовано 1 серпня 2018 у Wayback Machine.], 2007
- Topics in Algebraic Geometry [Архівовано 1 серпня 2018 у Wayback Machine.], Vorlesung 2011
- Mit Hacon, Cascini, McKernan: Existence of minimal models for varieties of log general type I [Архівовано 2 серпня 2018 у Wayback Machine.], Journal of the American Mathematical Society, Band 23, 2010, S. 405–468
- Anti-pluricanonical systems on Fano varieties, Arxiv 2016 [Архівовано 2 серпня 2018 у Wayback Machine.]
- Singularities of linear systems and boundedness of Fano varieties, Arxiv 2016 [Архівовано 2 серпня 2018 у Wayback Machine.]
- Birational geometry of algebraic varieties [Архівовано 1 серпня 2018 у Wayback Machine.], ICM 2018